# Haliotis rubra
Haliotis rubra, hay còn gọi với tên thông thường Sò chân đen (tiếng Anh: Blacklip abalone), là một loài ốc biển nhỏ, là động vật thân mềm chân bụng sống ở môi trường nước mặn thuộc họ Haliotidae. Ưa sống tại vùng biển có đá như bãi đá, đảo, hang động...
Đây là loài đặc hữu của Australia và một trong những loài đại diện trong họ ốc abalone tại Nam Úc.
Chúng được gọi là Sò chân đen vì bụng-chân của chúng bao viền mảnh vỏ có màu đen đặc biệt. Sò chân đen có thể dùng làm thực phẩm

## Hình ảnh

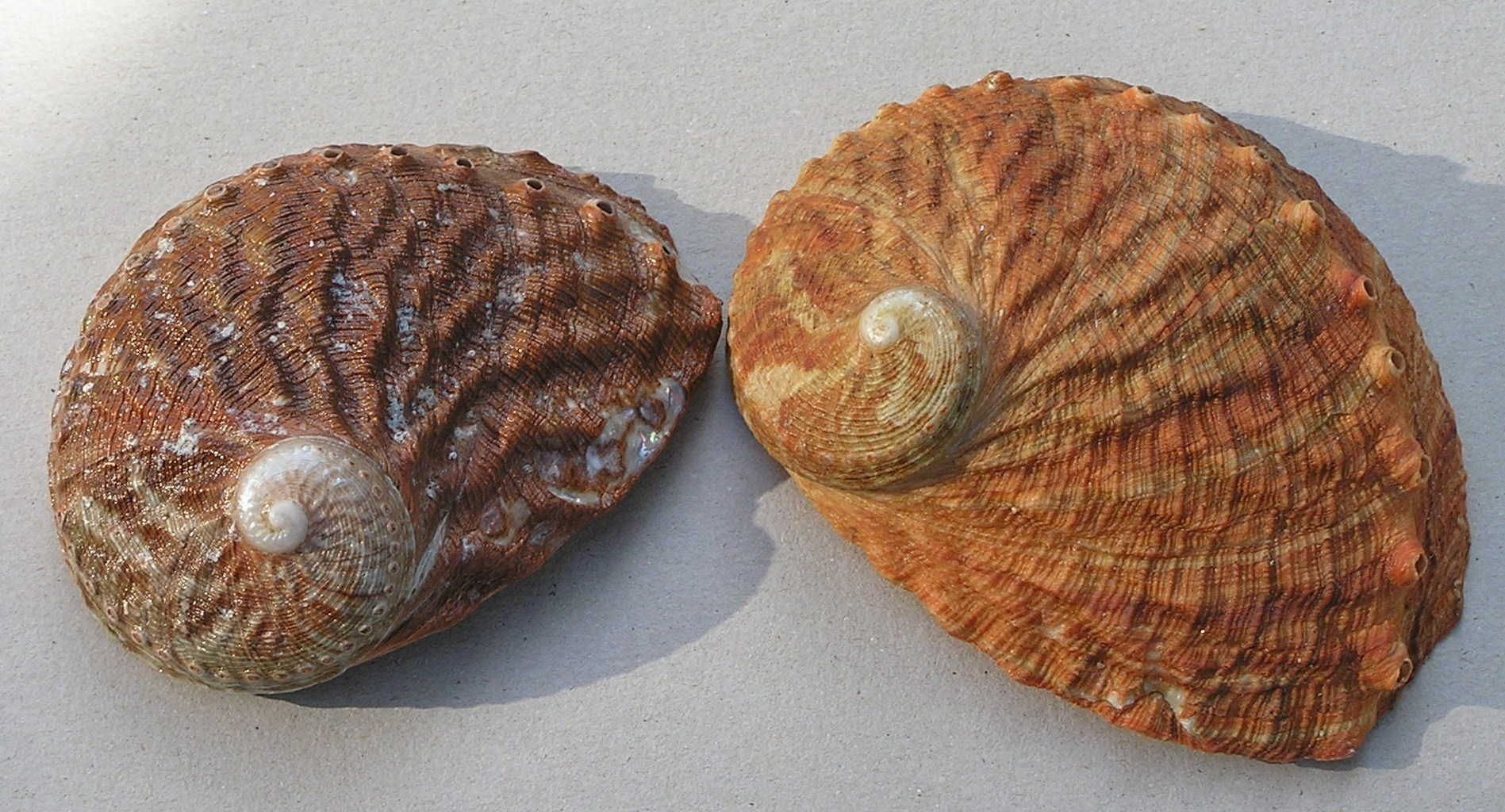
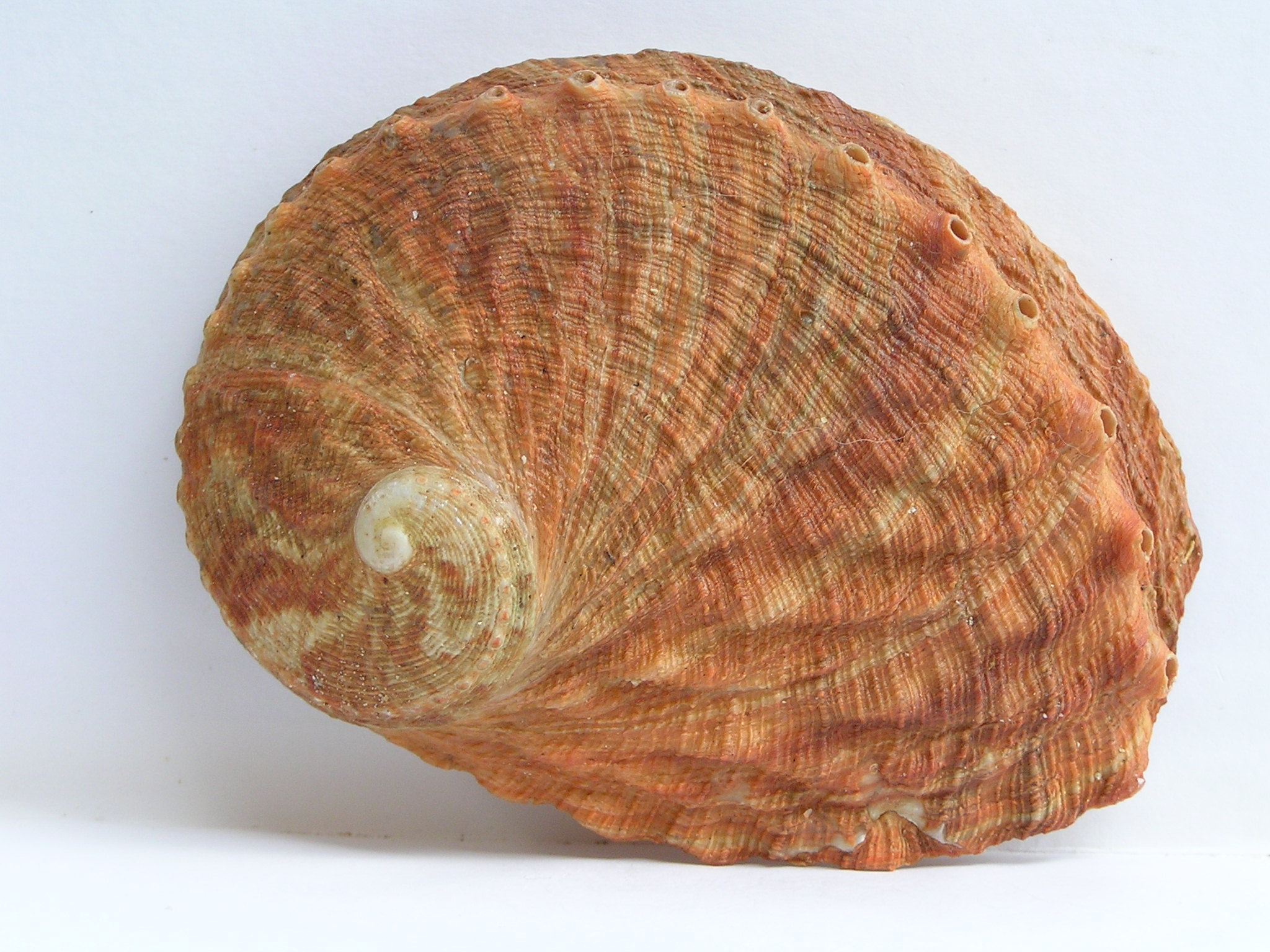
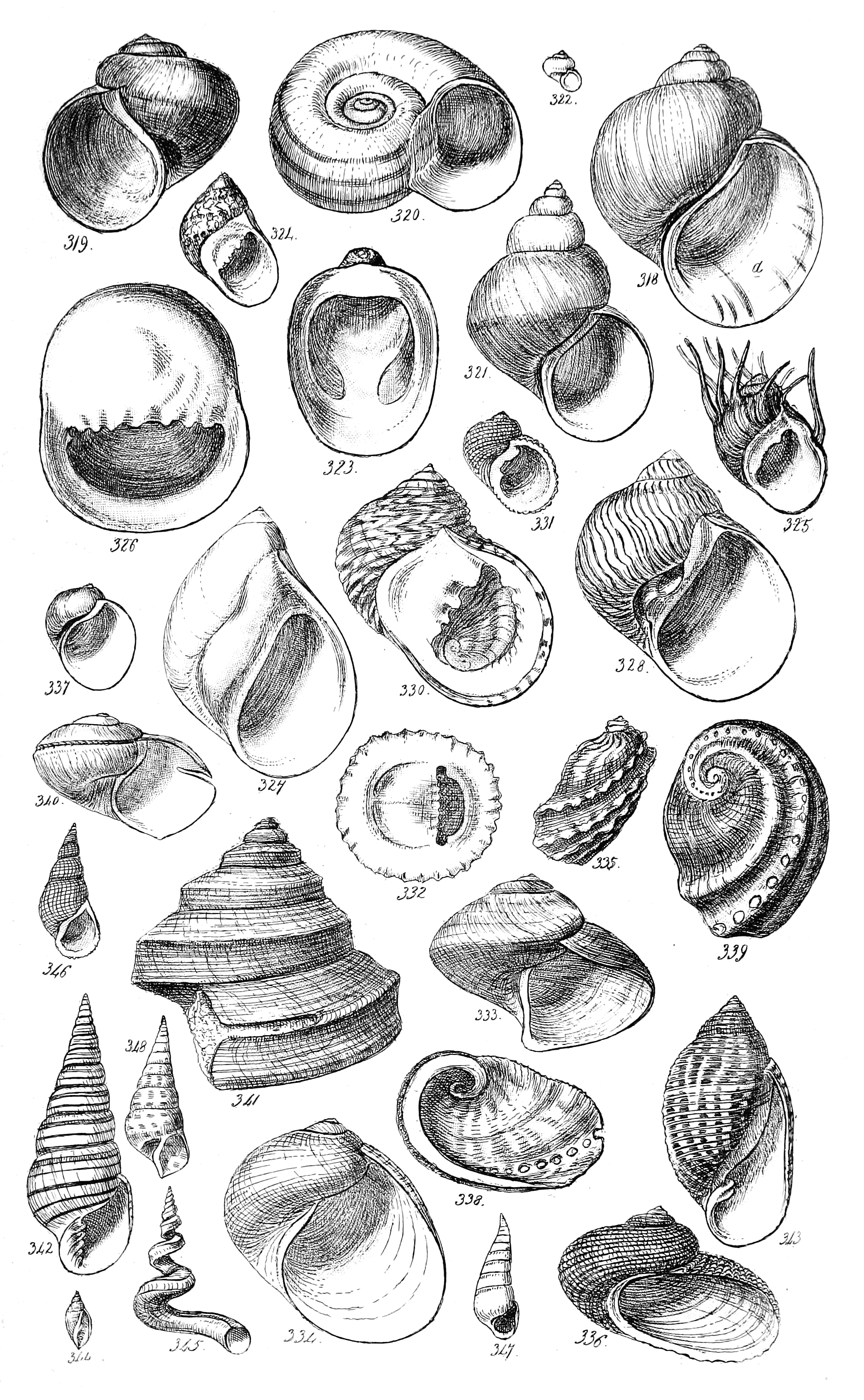
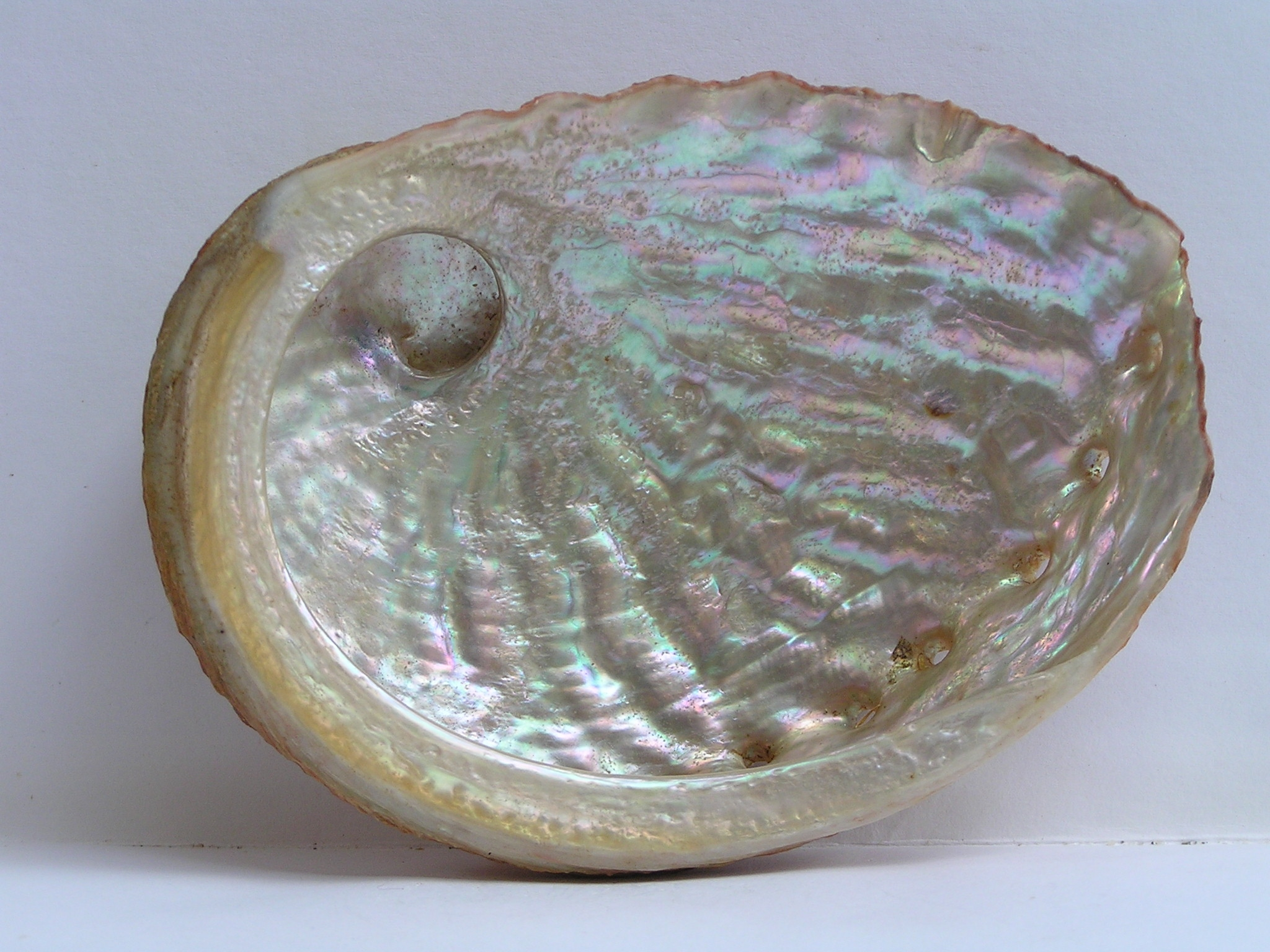